# Pierre-Georges Jeanniot
Pierre-Georges Jeanniot (Ginebra, 2 de julio de 1848-París, 1934) fue un pintor, ilustrador y grabador francés de origen suizo. 

## Biografía
Se formó con su padre, Pierre-Alexandre Jeanniot, director de la Escuela de Bellas Artes de Dijon. Inició la carrera militar como oficial de infantería (1866-1881), al tiempo que alternaba el arte como afición. Sin embargo, en 1881, con el grado de comandante, abandonó su carrera para dedicarse exclusivamente a la pintura y el grabado.
Como pintor, se especializó en escenas militares (Línea de fuego, 1880, Museo de Bellas Artes de Pau), así como paisajes (Humos del atardecer en Dienay, 1892, Museo de Bellas Artes de Nancy) y escenas de género (Intimidad, 1901, Museo de Cognac). También destacó como dibujante, especialmente en esbozos y caricaturas para publicaciones como Le Rire y La Vie Moderne; y en el grabado, sobre todo al aguafuerte, donde destacan sus colecciones sobre viajes (la mayoría en África) y sus ilustraciones para libros.
En 1906 fue nombrado caballero de la Legión de Honor y, en 1929, oficial de la misma.

## Ilustraciones
- Louis-Balthazar Néel, Voyage de Paris à Saint-Cloud par mer et retour à Paris par terre, Éditions Lahure, 1883.
- Henri de Lyne, Le Lieutenant Cupidon. Joyeusetés militaires, Éditions Monnier et Cie, 1885.
- Edmond y Jules de Goncourt, Germinie Lacerteux, 1886.
- Gustave Toudouze, Le pompon vert, Éditions Boivin et Cie, 1890.
- Victor Hugo, Les Misérables, 1892.
- Émile Zola, La Débâcle, 1893.
- Edmond de Goncourt, La Fille Élisa, 1895.
- Paul Déroulède, Poésies militaires, 1896.
- Abel Hermant, Le Cavalier Miserey, 1901.
- Octave Mirbeau, Le Calvaire, 1901.
- Lucien Descaves, Flingot, 1907.
- Paul Bourget, Cosmopolis, 1898.

## Galería

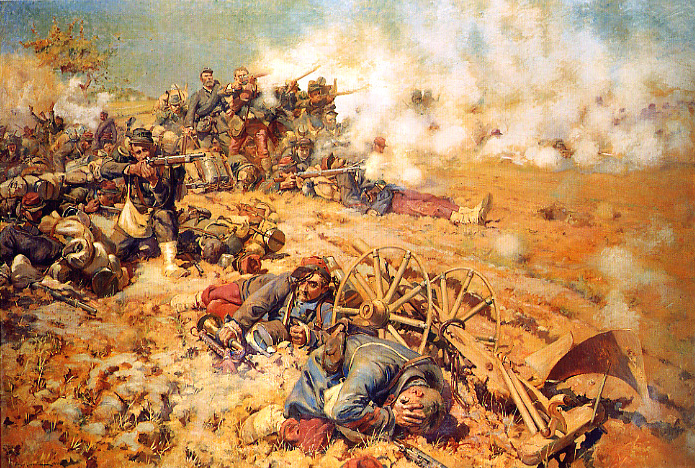
Línea de fuego (1880), Museo de Bellas Artes de Pau
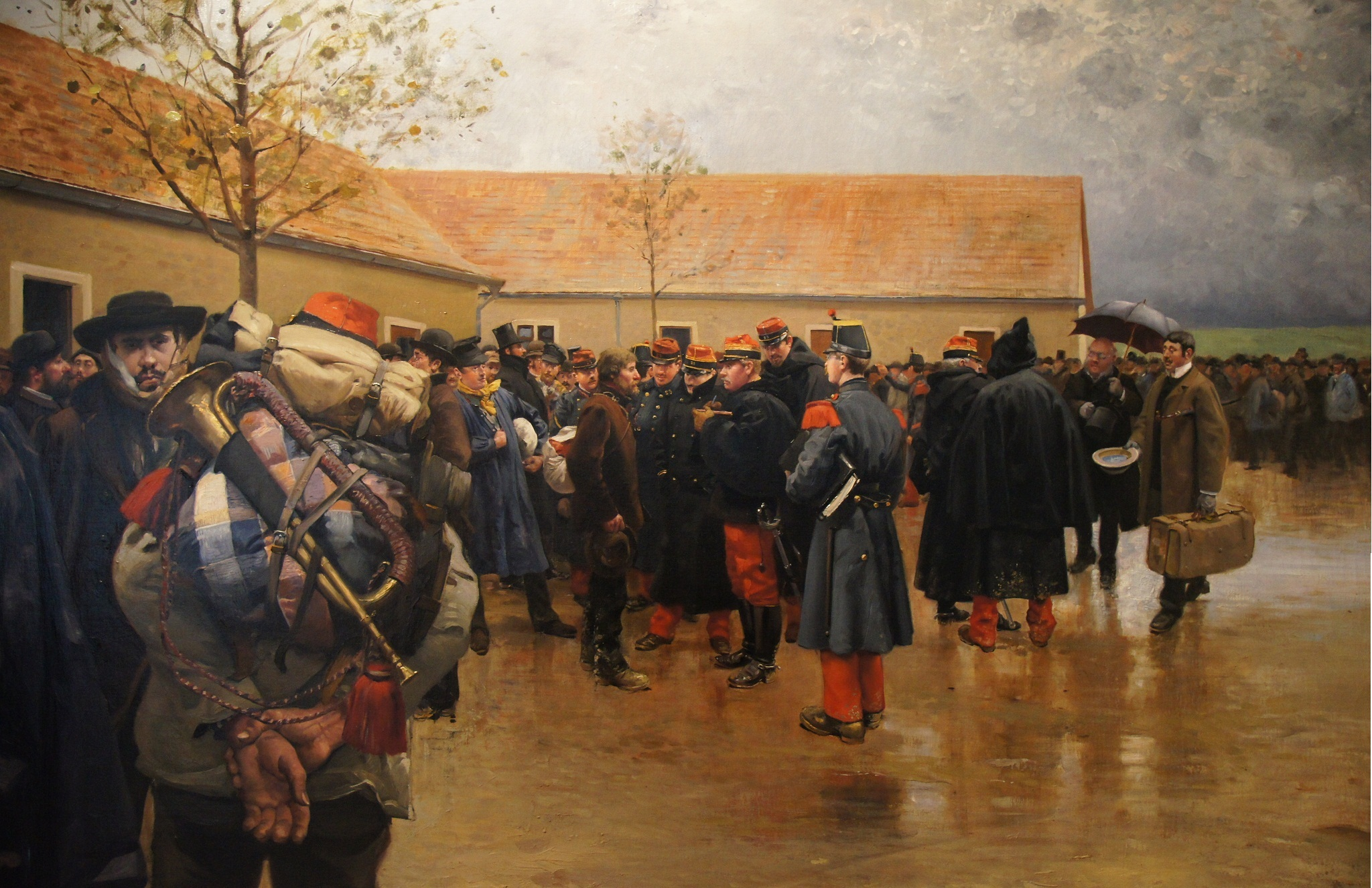
Reservistas de 1870 (1882), Musée de l'Armée, París
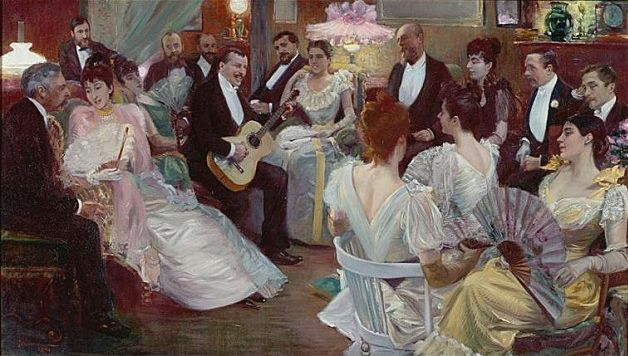
Una canción de Gibert en el salón de Madame Madeleine Lemaire (1891), Musée La Piscine, Roubaix
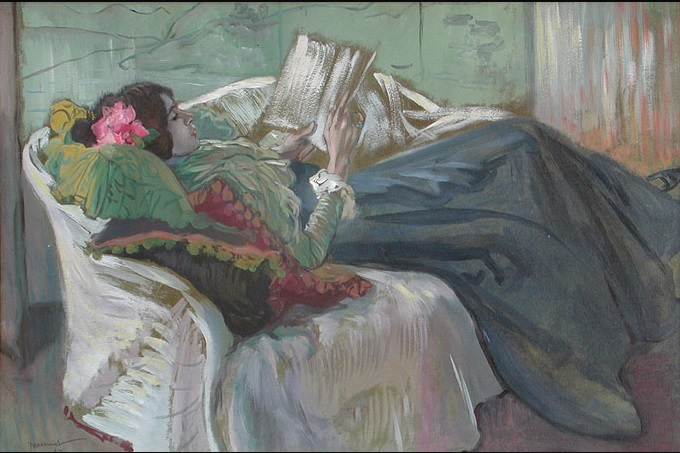
La camelia rosa (1897)
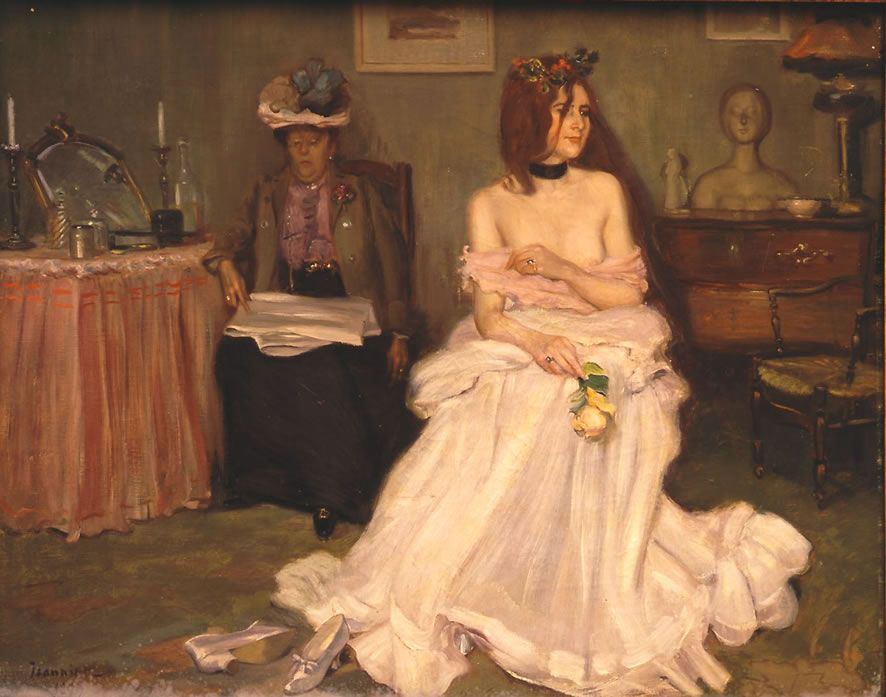
La loca (1899), Musée Petiet, Limoux
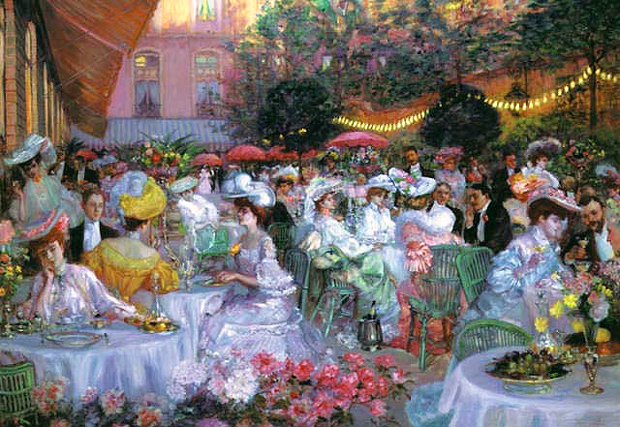
Terraza del Hotel Ritz de París (1908)